# Hadena dubia
Hadena dubia är en fjärilsart som beskrevs av Turati 1911. Hadena dubia ingår i släktet Hadena och familjen nattflyn. Inga underarter finns listade i Catalogue of Life.